# Mount Shasta (Kalifornija)
Mount Shasta je grad u američkoj saveznoj državi Kalifornija. Prema popisu stanovništva iz 2010. u njemu je živjelo 3.394 stanovnika.